# گانسو (بازیکن فوتبال)
پائولو هنریکه چاگاس د لیما (پرتغالی: Paulo Henrique Chagas de Lima؛ زادهٔ ۱۲ اکتبر ۱۹۸۹) که عموماً با نام گانسو شناخته می‌شود، بازیکن فوتبال اهل برزیل است.

## دوران باشگاهی
گانسو ابتدا توسط باشگاه تونو لوسو خریداری شد. او سپس در سن ۱۵ سالگی در سال ۲۰۰۵ به باشگاه سایپاندو پیوست.
او در سال ۲۰۰۷ پس از شش ماه مصدومیت در فینال لیگ پائولیستا زیر ۲۰ سال شرکت کرد.
وی یک سال بعد پیراهن شماره ۱۰ سانتوس را در کوپا سائو پائولو برتن کرد، جایی که تیمش در مرحله یک-چهارم نهایی توسط اینتر ناسیونال حذف شد.

## دوران ملی
گانسو در سال ۲۰۰۹ به تیم ملی زیر بیست ساله‌های برزیل دعوت شد تا در جام جهانی فوتبال زیر ۲۰ سال شرکت کند.
او در ۲۶ ژوئیه سال ۲۰۱۰ توسط مانو منزس به تیم ملی برای دیدار مقابل آمریکا دعوت شد و در آن دیدار اولین بازی ملیش را انجام داد.